# Гайанско-российские отношения
Гайанско-российские отношения — двусторонние дипломатические отношения между Гайаной и Россией.

## История
17 декабря 1970 года Союз Советских Социалистических Республик (СССР) и Гайана установили дипломатические отношения. В октябре 1985 года СССР поставил три вертолёта Ми-8 в Джорджтаун для использования силами обороны Гайаны. В 1980-х годах авиакомпания Guyana Airways приобрела в лизинг пассажирский самолёт Ту-154 у румынской авиакомпании TAROM, а затем приобрела ещё три таких самолёта у СССР и Румынии в бартерной сделке в обмен на бокситы.
8 января 1992 года Гайана признала Российскую Федерацию государством-правопреемником СCСР после его распада. У России имеется посольство в Джорджтауне, а интересы Гайаны в России представляет Высокая комиссия в Лондоне. Действующим послом России в Гайане является Александр Курмаз, который был назначен президентом России Владимиром Путиным 6 декабря 2017 года, а 28 марта 2018 года были предоставлены верительные грамоты президенту Гайаны Дэвиду Грейнджеру. Действующим послом Гайаны в России является Фредерик Хэмли Кейс, проживающий в Лондоне, 11 октября 2018 года он вручил верительные грамоты президенту России Владимиру Путину.

## Торговля
В январе 2006 года Русал достиг соглашения с правительством Гайаны о покупке 90 % акций горнодобывающей компании Aroaima Mining Company, оставшиеся 10 % акций сохранила Гайана. Русал планировал инвестировать 20 млн. долларов США в добычу бокситов в исторической области Бербис.